# Cabaray
Cabaray, také Cabaraya (5869 m n. m.), je neaktivní stratovulkán, nacházející se v západní Bolívii, blízko hranic s Chile, asi třicet kilometrů severozápadně od jezera Salar de Coipasa v pohoří Cordillera Occidental v centrálních Andách. Je prostředním členem řetězu vulkánů Tata Sabaya (5385 m) na východě v provincii Sabaya v bolivijském departementu Oruro, Cabaray a Isluga (5516 m) na chilské straně na západě. V historii nebyly zaznamenány žádné erupce.